# 78e cérémonie des British Academy Film Awards
La 78e cérémonie des British Academy Film Awards, organisée par la British Academy of Film and Television Arts (BAFTA), a lieu le 16 février 2025 au Royal Albert Hall pour récompenser les films sortis en 2024.
Les nominations sont annoncées le 15 janvier 2025.

## Palmarès

### Meilleur film
- Conclave – Tessa Ross, Juliette Howell et Michael A. Jackman
  - Anora – Sean Baker, Alex Coco et Samantha Quan
  - The Brutalist – Nick Gordon, D. J. Gugenheim, Andrew Lauren, Trevor Matthews et Brian Young
  - Emilia Pérez
  - Un parfait inconnu (A Complete Unknown)

### Meilleur film britannique
- Conclave – Edward Berger, Tessa Ross, Juliette Howell, Michael A. Jackman et Peter Straughan
  - Bird – Andrea Arnold, Tessa Ross, Juliette Howell et Lee Groombridge
  - Blitz – Steve McQueen, Tim Bevan, Eric Fellner et Anita Overland
  - Gladiator 2 – Ridley Scott, Douglas Wick, Lucy Fisher, Michael Pruss, David Scarpa et Peter Craig
  - Deux sœurs (Hard Truths) – Mike Leigh et Georgina Lowe
  - Kneecap – Rich Peppiatt, Trevor Birney, Jack Tarling, Naoise Ó Cairealláin, Liam Óg Ó Hannaidh et JJ Ó Dochartaigh
  - Lee Miller – Ellen Kuras, Kate Solomon, Kate Winslet, Liz Hannah, Marion Hume, John Collee et Lem Dobbs
  - Love Lies Bleeding – Rose Glass, Andrea Cornwell, Oliver Kassman et Weronika Tofilska
  - The Outrun – Nora Fingscheidt, Sarah Brocklehurst, Dominic Norris, Jack Lowden, Saoirse Ronan, et Amy Liptrot
  - Wallace et Gromit : La Palme de la vengeance (Wallace & Gromit: Vengeance Most Fowl) – Nick Park, Merlin Crossingham, Richard Beek et Mark Burton

### Meilleure réalisation
- Brady Corbet – The Brutalist
  - Jacques Audiard – Emilia Pérez
  - Sean Baker – Anora
  - Edward Berger – Conclave
  - Coralie Fargeat – The Substance
  - Denis Villeneuve – Dune, deuxième partie

### Meilleur acteur
- Adrien Brody pour le rôle de László Toth dans The Brutalist
  - Timothée Chalamet pour le rôle de Bob Dylan dans Un parfait inconnu (A Complete Unknown)
  - Colman Domingo pour le rôle de John « Divine G » Whitfield dans Sing Sing
  - Ralph Fiennes pour le rôle du cardinal Lawrence dans Conclave
  - Sebastian Stan pour le rôle de Donald Trump dans The Apprentice
  - Hugh Grant pour le rôle de Mr. Reed dans Heretic

### Meilleure actrice
- Mikey Madison pour le rôle d'Anora « Ani » Mikheeva dans Anora
  - Cynthia Erivo pour le rôle d'Elphaba Thropp / la Méchante sorcière de l'Ouest dans Wicked
  - Karla Sofía Gascón pour le rôle d'Emilia Pérez dans Emilia Pérez
  - Demi Moore pour le rôle d'Elisabeth Sparkle dans The Substance
  - Marianne Jean-Baptiste pour le rôle de Pansy Deacon dans Deux sœurs (Hard Truths)
  - Saoirse Ronan pour le rôle de Rona dans The Outrun

### Meilleur acteur dans un second rôle
- Kieran Culkin pour le rôle de Benji Kaplan dans A Real Pain
  - Iouri Borissov pour le rôle d’Igor dans Anora
  - Edward Norton pour le rôle de Pete Seeger dans Un parfait inconnu (A Complete Unknown)
  - Guy Pearce pour le rôle de Harrison Lee Van Buren Sr. dans The Brutalist
  - Jeremy Strong pour le rôle de Roy Cohn dans The Apprentice
  - Clarence Maclin pour le rôle de Clarence "Divine Eye" Maclin dans Sing Sing

### Meilleure actrice dans un second rôle
- Zoe Saldaña pour le rôle de Rita Mora Castro dans Emilia Pérez
  - Selena Gomez pour le rôle de Jessi Del Monte dans Emilia Pérez
  - Ariana Grande pour le rôle de Galinda Upland / Glinda dans Wicked
  - Felicity Jones pour le rôle d'Erzsébet Tóth dans The Brutalist
  - Isabella Rossellini pour le rôle de Sœur Agnès dans Conclave
  - Jamie Lee Curtis pour le rôle d’Annette dans The Last Showgirl

### Meilleur scénario adapté
- Conclave – Peter Straughan, adapté du roman Conclave de Robert Harris
  - Emilia Pérez – Jacques Audiard, basé sur un personnage du roman Écoute de Boris Razo
  - Un parfait inconnu (A Complete Unknown) – James Mangold et Jay Cocks, adapté du livre Dylan Goes Electric! d'Elijah Wald
  - Sing Sing – Greg Kwedar et Clint Bentley, adapté du livreThe Sing Sing Follies de John H. Richardson
  - Nickel Boys – RaMell Ross et Joslyn Barnes, adapté du roman Nickel Boys de Colson Whitehead

### Meilleur scénario original
- A Real Pain – Jesse Eisenberg
  - Anora – Sean Baker
  - The Brutalist – Brady Corbet et Mona Fastvold
  - Kneecap – Rich Peppiatt, Naoise Ó Cairealláin, Liam Óg Ó Hannaidh, JJ Ó Dochartaigh –
  - The Substance – Coralie Fargeat

### Meilleurs décors
- Wicked – Nathan Crowley et Lee Sandales (en)
  - The Brutalist – Judy Becker (en) et Patricia Cuccia
  - Conclave – Suzie Davies et Cynthia Sleiter
  - Dune, deuxième partie – Patrice Vermette et Shane Vieau (en)
  - Nosferatu – Craig Lathrop et Beatrice Brentnerová

### Meilleurs costumes
- Wicked – Paul Tazewell
  - Un parfait inconnu (A Complete Unknown) – Arianne Phillips
  - Conclave – Lisy Christl
  - Blitz – Jacqueline Durran
  - Nosferatu – Linda Muir

### Meilleurs maquillages et coiffures
- The Substance – Pierre-Oliver Persin, Stéphanie Guillon et Marilyne Scarselli
  - Dune, deuxième partie – Love Larson et Eva von Bahr
  - Emilia Pérez – Julia Floch Carbonel, Emmanuel Janvier et Jean-Christophe Spadaccini
  - Nosferatu – David White, Traci Loader et Suzanne Stokes-Munton
  - Wicked – Frances Hannon, Laura Blount et Sarah Nuth

### Meilleure photographie
- The Brutalist – Lol Crawley
  - Conclave – Stéphane Fontaine
  - Dune, deuxième partie – Greig Fraser
  - Emilia Pérez – Paul Guilhaume
  - Nosferatu – Jarin Blaschke

### Meilleur montage
- Conclave – Nick Emerson
  - Anora – Sean Baker
  - Kneecap – Julian Ulrichs et Chris Gill
  - Emilia Pérez – Juliette Welfling
  - Dune, deuxième partie – Joe Walker

### Meilleurs effets visuels
- Dune, deuxième partie – Paul Lambert, Stephen James, Rhys Salcombe et Gerd Nefzer
  - Gladiator 2 – Mark Bakowski, Neil Corbould, Nikki Penny, and Pietro Ponti
  - Better Man – Luke Millar, David Clayton, Keith Herft et Peter Stubbs
  - La Planète des singes : Le Nouveau Royaume (Kingdom of the Planet of the Apes) – Erik Winquist, Stephen Unterfranz, Paul Story et Rodney Burke
  - Wicked – Pablo Helman, Jonathan Fawkner, David Shirk et Paul Corbould

### Meilleur son
- Dune, deuxième partie – Gareth John, Richard King, Ron Bartlett (en) et Doug Hemphill
  - Blitz – John Casali, Paul Cotterell, James Harrison
  - Gladiator 2 – Stéphane Bucher, Matthew Collinge, Paul Massey, Danny Sheehan
  - The Substance – Valérie Deloof, Victor Fleurant, Victor Praud, Stéphane Thiébaut, and Emmanuelle Villard
  - Wicked – Simon Hayes, Nancy Nugent Title, Jack Dolman, Andy Nelson et John Marquis

### Meilleure musique de film
- The Brutalist – Daniel Blumberg
  - Conclave – Volker Bertelmann
  - Emilia Pérez – Clément Ducol et Camille
  - Nosferatu – Robin Carolan
  - Le Robot sauvage (The Wild Robot) – Kris Bowers (en)

### Meilleur film en langue étrangère
- Emilia Pérez (Jacques Audiard,  France)
  - All We Imagine as Light – Payal Kapadia, Thomas Hakim, and Julien Graff
  - Les Graines du figuier sauvage (Mohammad Rasoulof,  Allemagne)
  - Je suis toujours là (Walter Salles,  Brésil)
  - Kneecap – Rich Peppiatt, Jack Tarling, Trevor Birney

### Meilleur film d'animation
- Wallace et Gromit : La Palme de la vengeance (Wallace & Gromit: Vengeance Most Fowl) – Nick Park, Merlin Crossingham et Richard Beek
  - Flow – Gints Zilbalodis et Matīss Kaža
  - Le Robot sauvage (The Wild Robot) – Chris Sanders et Jeff Hermann
  - Vice-versa 2 (Inside Out 2) – Kelsey Mann (en) et Mark Nielsen

### Meilleur film documentaire
- Super/Man : L'Histoire de Christopher Reeve – Ian Bonhôte, Peter Ettedgui, Otto Burnham et Connor Schell
  - Black Box Diaries – Shiori Itō, Eric Nyari et Hanna Aqvilin
  - No Other Land – Basel Adra, Rachel Szor Hamdan Ballal et Yuval Abraham
  - Daughters – Natalie Rae, Angela Patton et Sam Bisbee
  - Will & Harper – Josh Greenbaum, Jessica Elbaum, Will Ferrell et Christopher Leggett

### Meilleur casting
- Anora – Sean Baker et Samantha Quan
  - The Apprentice – Carmen Cuba et Stephanie Gorin
  - Un parfait inconnu (A Complete Unknown) – Yesi Ramirez
  - Conclave – Nina Gold et Martin Ware
  - Kneecap – Carla Stronge

### Meilleur court métrage
- Rock, Paper, Scissors – Franz Böhm, Ivan et Hayder Rothschild Hoozeer
  - The Flowers Stand Silently, Witnessing – Theo Panagopoulos et Marissa Keating
  - Marion – Joe Weiland, Finn Constantine et Marija Djikic
  - Milk – Miranda Stern and Ashionye Ogene
  - Stomach Bug – Matty Crawford et Karima Sammout-Kanellopoulou

### Meilleur court métrage d'animation
- Wander to Wonder – Nina Gantz, Stienette Bosklopper, Simon Cartwright et Maarten Swart
  - Adiós – José Prats, Natalia Kyriacou et Bernardo Angeletti
  - Mog's Christmas – Robin Shaw, Joanna Harrison, Camilla Deakin et Ruth Fielding

### Meilleur nouveau scénariste, réalisateur ou producteur britannique
- Kneecap – Rich Peppiatt (scénariste, réalisateur)
  - Hoard – Luna Carmoon (scénariste, réalisateur)
  - Monkey Man – Dev Patel (réalisateur)
  - Santosh – Sandhya Suri (scénariste, réalisateur) , James Bowsher (producteur) et Balthazar De Ganay (producteur)
  - Sister Midnight – Karan Kandhari (scénariste, réalisateur)

### EE Rising Star Award
- David Jonsson
  - Marisa Abela
  - Jharrel Jerome
  - Mikey Madison
  - Nabhaan Rizwan

## In memoriam
- Alain Delon – acteur, producteur
- Anouk Aimée – acteur
- Samantha Davis - actrice
- Pat Heywood – actrice
- John Amos – acteur
- Louis Gossett Jr. –acteur
- Mitzi Gaynor – actrice, danseuse. chanteur
- Reuben Barnes – projectionniste, responsable technique
- Phyllis Dalton – costumière
- James Earl Jones – acteur
- Shelley Duvall – actrice
- Jim Abrahams – réalisateur, scénariste
- Roger Corman – réalisateur, producteur, acteur
- Jenne Casarotto – agent
- Lynda Obst – productrice
- Teri Garr – actrice
- Donald Sutherland – acteur
- James Hambidge – directeur artistique, concepteur de production
- Ray Chan – directeur artistique, chef décorateur
- Robert Towne – écrivain
- Jon Landau – producteur
- Kris Kristofferson – acteur, musicien
- Gena Rowlands – actrice
- Dame Joan Plowright – actrice
- Lisa Westcott – créatrice de maquillage et de coiffure
- Loulia Sheppard – créatrice capillaire
- Paul Engelen – maquilleur
- Robert Watts – producteur, directeur de production
- Adam Somner – producteur, assistant réalisateur
- Norman Spencer – producteur, directeur de production
- David Korda – producteur, financier
- Dick Pope – directeur de la photographie
- Roger Pratt – directeur de la photographie
- David Lynch – réalisateur
- Dame Maggie Smith – actrice

## Statistiques

### Nominations multiples
- 12 : Conclave
- 11 : Emilia Pérez
- 09 : The Brutalist
- 07 : Anora, Dune, deuxième partie, Wicked
- 06 : Un parfait inconnu, Kneecap
- 05 : Nosferatu, The Substance
- 03 : The Apprentice, Blitz, Gladiator 2 Wallace et Gromit : La Palme de la vengeance, Sing Sing, Le Robot sauvage
- 02 : Flow, Deux sœurs, The Outrun, A Real Pain

### Récompenses multiples
| 4 | The Brutalist          |
| 4 | Conclave               |
| 2 | Anora                  |
| 2 | Dune : Deuxième partie |
| 2 | Emilia Pérez           |
| 2 | A Real Pain            |
| 2 | Wicked                 |